# بارانورمال أكتيفيتي (سلسلة أفلام)
نشاط خارق هي سلسلة أفلام رعب أمريكية ، تتكون من ستة أفلام .